# 神出病院
神出病院（かんでびょういん）は、医療法人聖和錦秀会が兵庫県神戸市西区に設置する精神科病院。2020年に職員による患者に対する虐待が発生した。詳しくは不祥事に記載。

## 概要
統合失調症、躁うつ病などの気分障害の症状から、認知症、脳血管障害などの脳神経に基づく精神症状まで、各対象の病棟で治療している。465床の精神病床を備える大規模精神科病院である。
なお病院前には郵便ポストが設置されている。
錦秀会グループに属する病院である。

## 病院方針
(この節の出典)
1. 社会の求める質のよい医療を提供します。
2. 基本的人権に配慮し、安らぎと温かみのある明るい病院作りに努めます。
3. 安全に配慮した医療環境の実現に努めます。
4. やりがいのある楽しく活気ある職場作りを目指します。
5. 職員の教育・研修に努めます。

## 沿革
(この節の出典)
- 1963年（昭和38年）1月 - 70床にて開設
- 1969年（昭和44年）4月 - 204床に増床
- 1981年（昭和56年）4月 - 265床に増床
- 1983年（昭和58年）2月 - 医療法人財団幸生会に改組
- 1987年（昭和62年）8月 - 増改築及び増床465床（指定20床）
- 1999年（平成11年）11月 - 法人名称を医療法人財団兵庫錦秀会へと改称
- 2005年（平成17年）3月 - 新病棟増改築
- 2020年（令和2年）3月 - 複数入院患者に対する虐待が発覚、看護職員(看護助手・看護師)6名が逮捕される[4]。
- 2020年（令和2年）8月17日 - 神戸市が当院に対し、精神保健福祉法に基づく改善命令を発令[5]。
- 2021年（令和3年）10月 - 院内で起きた入院患者に対する虐待事件、違法隔離等に関する第三者委員会を設置[6]。
- 2023年（令和5年）4月 - 運営法人である医療法人財団兵庫錦秀会が医療法人聖和錦秀会（同じ錦秀会グループ）に吸収合併される。

## 診療科
(この節の出典)
- 精神科
- 神経科
- 内科
- 心療内科

## 医療機関の認定
(この節の出典)
- 保険医療機関
- 生活保護法指定医療機関(中国残留邦人等の円滑な帰国の促進並びに永住帰国した中国人残留邦人等及び特定配偶者の自立の支援に関する法律(平成6年法律第30号)に基づく指定医療機関を含む。)
- 指定自立支援医療機関(更生医療)
- 指定自立支援医療機関(精神通院医療)
- 精神保健及び精神障害者福祉に関する法律(昭和25年法律第123号)に基づく指定病院又は応急入院指定病院
- 精神保健指定医の配置されている医療機関
- 医療保護施設(中国残留邦人等の円滑な帰国の促進並びに永住帰国した中国人残留邦人等及び特定配偶者の自立の支援に関する法律に基づく医療保護施設を含む。)

## 院内設備
- 病室にセントラル式オゾン脱臭設備を配置している。不快な匂いを化学分解し、快適な療養空間を提供している[8]。

## 交通アクセス
- JR神戸線「明石駅」神戸市営地下鉄「西神中央駅」から神姫バス「三木・社行」乗車「小束野」停留所から徒歩約10分（バス車内で案内放送あり）

## 不祥事

### 神出病院虐待事件(2020年)
- 入院中の男性患者同士でキスをさせたり、トイレで水をかけたり、患者の頭にテープを何重にも巻き付けたりしたなどとして、看護助手（27歳）と看護師5人（26～41歳）が準強制わいせつ容疑、暴力行為等処罰法違反の疑いで兵庫県警に2020年3月24日、逮捕された。被害者は当時50～70代の患者3人で、いずれも重度の精神疾患があった。看護助手のスマートフォンには患者を虐待する様子を映したとみられる動画約30本が保存（男性患者同士で性器をくわえさせるなど30本以上の虐待動画が見つかった[9]）されていた。動画には｢やべえ｣｢やめとけ｣などと笑いながら話す容疑者らの声も収められており病室の床や別の患者の体に塗ったジャムのようなものをなめさせる様子も撮影されていた。また男性患者を病室の床に寝かせ、落下防止柵付きのベッドを逆さまにして覆いかぶせたりもしていた[10]。6人は無料通信アプリ「LINE」で、こうした動画を共有していた。容疑者らは「患者のリアクションが面白くてやった」と供述[9]。警察は少なくとも1年以上、虐待が続いたとみている[9]。この事件のように6人もの病院職員が虐待に関与するケースは極めてまれであり、社会に衝撃を与えた[4]。
- 2020年6月23日、神戸地方裁判所で逮捕・起訴された6人の看護職員のうち2人の裁判で、監禁の罪に問われているT被告(33歳)、準強制わいせつの罪に問われているF被告(33歳)に対する初公判が開かれた[11]。2人は起訴内容を認め、検察はT被告に対して、「看護師らによる衝撃的な事件が社会に与えた影響は大きく、逆さにしたベッドに閉じ込めるなど悪質で、ベッドは崩れる危険性があり命をも脅かす行為だ」として懲役1年6か月を求刑[11]。F被告に対しては「患者に無理やり性的な行為させるなど人格を踏みにじる卑劣な行為だ」として懲役3年を求刑した[11]。
- 2020年7月2日（報道） - 神戸市は、年1回精神科の病床がある市内の14の病院に立ち入り調査を行っており、NHKが神出病院の結果について情報公開請求を行ったところ、事件が発覚する前の2015年度から昨年度までの5年間に、患者の身体拘束や部屋を隔離した記録を適切につけていなかったり、入退院の届けの提出期限を守っていなかったりするなど、毎年、ずさんな運営があったとして指導や指摘を受けていたことがわかった。病院側は、指摘を受けるたびに「改善した」と報告していたが、市はこれまでの立ち入り調査で虐待事件を防げなかったことを重く見、2020年度から14のすべての病院について、調査での患者や職員への聞き取りの時間を倍にするほか、病院職員に市の内部通報窓口を周知するなど、再発防止に取り組むとしている[12]。
- 2020年7月8日、神戸地方裁判所は、監禁の罪に問われた元看護師の男（T被告・33歳）に、懲役1年6月、執行猶予3年（求刑懲役1年6月）を言い渡した。判決などによると、男は元看護助手の男（27歳）らと共謀し、2019年9月25日夜、病室で布団に寝かせた男性患者（63歳）の上から、逆さにした医療用ベッドを覆いかぶせ、約25分間閉じ込めた。裁判所は量刑理由で、元看護師の男が犯行を主導していないと認めた一方で、男性患者を笑いものにする行為に対して「卑劣で恥ずべきこと」と非難した[13]。7月15日、準強制わいせつ罪に問われた元看護師の男（F被告・33歳）に懲役3年、執行猶予4年（求刑懲役3年）を言い渡した。裁判所は「共犯者の犯行を見聞きし、『面白そうだ』という理由から加わった。人間の尊厳を踏みにじる卑劣な行為」と指摘。男が「一生、看護師の仕事をしない」と誓った点などから執行猶予を付けた[14]。
- 2020年8月3日 - 兵庫県弁護士会や精神障害者の家族や支援者で作るあわせて6つの団体の代表者が神戸市役所を訪れ、「再発防止のためには刑事処分だけでは不十分で背景や原因を調査すべきだ」として、外部の有識者による第三者委員会を設置し、原因を徹底的に究明することや、病院に対し精神保健福祉法に基づき従来の指導よりも厳しい改善命令などを行うよう求める要望書を市健康局長に手渡した[15]。
- 2020年8月7日、暴力行為法違反と暴行の罪に問われた元看護師の男（S被告・42歳）の初公判が、神戸地方裁判所で行われた。男は起訴内容を認め、検察側は「弱者を虐げる卑劣な行為で、患者の受けた肉体的、精神的苦痛は大きい。また、看護師に対する信頼を損わせ、社会に与えた影響も大きい」などとして、懲役1年6月を求刑し、弁護側は「被告の立場は従属的で、真摯に反省している」などとして、執行猶予付きの判決を求めて即日結審した。判決は25日[16][17]。8月25日、神戸地方裁判所は男に懲役1年6月、執行猶予3年の有罪判決を言い渡した[18]。
- 2020年8月27日、入院患者3人を虐待したとして、準強制わいせつや暴行などの罪に問われている元看護助手で今回の虐待事件の主犯格の男（W被告・27歳）の初公判が神戸地方裁判所で開かれ、元男性看護助手は起訴内容を認めた[19][20]。検察側はW被告が2017年春から閉鎖病棟の担当となり、周囲の看護師らが患者らを怒鳴ったり、車椅子ごと後ろに倒すなどの暴行を加えたりするのを見て、虐待を始めたと指摘。2018年ごろからは虐待中の動画を撮影し、楽しむために同僚らと共有していたことを明らかにした[21]。9月28日、神戸地方裁判所で開かれた論告求刑公判で、検察側はW被告に懲役7年を求刑した。弁護側は、被告は主導する立場になかったと反論し「検察側の求刑は重すぎる」と主張した。被告人質問で検察側が主犯格の認識を問うと、元看護助手は「分からない」と答え、虐待行為を始めた理由については「患者が言うことを聞かず、いらいらしてやった」と供述した[22]。10月12日、神戸地方裁判所はW被告に懲役4年の実刑判決を言い渡した[23]。
- 2020年8月31日、準強制わいせつや暴行罪などに問われた元看護師の男H被告（27歳）、T被告（35歳）の初公判が神戸地方裁判所で開かれた。2人とも起訴内容を認め、検察は2人共に懲役4年を求刑し、弁護側は執行猶予付き判決を求めた[24]。H被告は「先輩も（虐待行為を）やっているし、いいかと安易に思った」と述べ、T被告は「感覚がまひしていた」と述べた。また2人共、虐待行為をストレスのはけ口であったとした[25]。9月25日、神戸地方裁判所は両被告に対し、懲役2年の実刑判決を言い渡した。この事件で初めての実刑判決となった[26]。裁判所は、「看護師としての使命に反し、患者の人間としての尊厳を踏みにじった」としたほか、2人は「積極的に関与していて服役により責任を果たさざるを得ない」とした[27]。
- 2020年9月10日 - 神戸市市民福祉調査委員会が、9月10日、精神保健福祉専門分科会を開き、今回の虐待事件に関して、再発防止策などを協議した。委員からは「市が人選に関与すべきだ」「解体的な出直しが必要」などと厳しい批判が出た[28][29]。
- 2020年10月22日 - 神戸市は、10月22日の市会福祉環境委員会にて、今回の虐待事件に関し、当院の院長の精神保健指定医の指定取り消しを求め、国に報告する方針を固めたことを明らかにした。当該院長の精神保健指定医の指定取り消しについては今後、厚生労働省の審議会の答申を踏まえて判断することとなる[30]。2021年2月に当該院長が退任し、後任の院長も退任、同6月1日付で外部（兵庫県立ひょうごこころの医療センター）より招へいした医師が院長に就任した[31]。

| 神出病院虐待事件における加害者元看護職員への判決 | 神出病院虐待事件における加害者元看護職員への判決 | 神出病院虐待事件における加害者元看護職員への判決 | 神出病院虐待事件における加害者元看護職員への判決 | 神出病院虐待事件における加害者元看護職員への判決 |
| 被告                                             | 職種及び年齢                                     | 性別                                             | 求刑                                             | 判決（確定）                                     |
| ------------------------------------------------ | ------------------------------------------------ | ------------------------------------------------ | ------------------------------------------------ | ------------------------------------------------ |
| W被告（主犯格）                                  | 看護助手、27歳                                   | 男                                               | 懲役7年                                          | 懲役4年                                          |
| T被告                                            | 看護師、33歳                                     | 男                                               | 懲役1年6ヵ月                                     | 懲役1年6月（執行猶予3年）                        |
| F被告                                            | 看護師、33歳                                     | 男                                               | 懲役3年                                          | 懲役3年（執行猶予4年）                           |
| S被告                                            | 看護師、42歳                                     | 男                                               | 懲役1年6ヵ月                                     | 懲役1年6月（執行猶予3年）                        |
| H被告                                            | 看護師、27歳                                     | 男                                               | 懲役4年                                          | 懲役2年                                          |
| T被告                                            | 看護師、35歳                                     | 男                                               | 懲役4年                                          | 懲役2年                                          |

- 類似例
  - 2013年11月 - 千葉県社会福祉事業団：職員5人が入所者の男性に虐待を加え、死亡させた事件がある。被害者は死亡少年以外に9名。
  - 2020年3月 - 国立病院機構米沢病院：地元紙の取材によって2人の患者それぞれに6人、5人の看護職員が虐待に関与していたことが報道される。病院側はそれまで事実を公表していなかった。

### 神戸市による精神保健福祉法に基づく改善命令 (2020年)
- 2020年8月13日（報道） - 患者の隔離（保護室に入れる）を行う際、医師が診察したうえで判断するといった、法律で定められた手続きが取られていなかったことが神戸市の調査で新たに判明。精神保健福祉法では、患者の隔離について最小限にとどめるとしたうえで、実施する条件として「医師が診察を行い、本人や周囲に危険が及ぶ可能性が著しく高いと判断した時に限る」としているが、神出病院では、医師の診察が行われた記録などは残されていなかった。こうした実態について、神戸市は「著しく適当でない」と判断し、週明けにも病院に対して法律に基づく改善命令を出す方針を固めた[33]。市は週明けにも病院に対し、改善計画書の提出を求め、従わない場合はさらに厳しい処分も検討することにしている[34]。17日、神戸市は当院に対し不適切な行為が疑われる場合は速やかに報告することや、隔離を行う場合は法令にのっとった手続きを取ることなどを命じる精神保健福祉法に基づく改善命令を出した[35]。また8月中に改善計画書を提出するよう求めた[5]。病院側は、命じられた措置を速やかに講じ、8月31日までに市へ報告し、取り組みについては適宜ホームページ上にて報告するとした[36]。

### 看護師による入院患者への暴行事件 (2021年)
- 2021年5月20日、男性看護師（20代）が、指示を聞かない患者を取り押さえようとして、男性入院患者（30代）の胸ぐらをつかむなどして軽傷を負わせた。病院側は当日に神戸市健康局に通報し、翌日に市が立ち入り調査を行った。また6月2日、神戸西警察署へ通報。警察では事件性の可能性もあるとして、男性看護師（自宅待機）を事情聴取するなどして捜査している[37][38][39]。9月1日、神戸西警察署は元男性看護師（6月30日付で諭旨解雇処分）を傷害容疑で書類送検した[40]。

### その他不祥事
- 2020年1月 - インフルエンザに感染した入院患者4人を違法に病室に隔離していたことが同年9月に報道された。看護師が病室の扉に粘着テープを貼り、外に出られないようにし、同じ病室に2週間以上閉じ込めていた。看護師らは神戸市の聞き取りに「感染拡大防止のため、数年前からやむなくそうした対応をしていた」と説明。病室内にポータブルトイレを置き、食事は職員が運び入れていたという[41]。
- 2021年7月 - 男性調理師（50歳）の職員が、2019年2月～2021年3月頃、女性更衣室で職員の着替えを盗撮。男性調理師は県迷惑防止条例違反の疑いで逮捕[42]。

### 第三者委員会による調査報告
- 2022年5月2日 - 当院が設置した第三者委員会が調査報告書を公表。2009年以降で虐待行為は少なくとも84件に上り、27人の看護職員の関与を認定した。また前理事長らの過度な利益追求が「患者の人権を軽視する風土を形成した」と結論付けた[43]。

### 一連の虐待事件を受けた神戸市、国の動き

#### 神戸市
- 国の法改正を待たず市内の病院との間で、虐待発見時に保健所へ速やかに報告することや、通報先を院内に掲示し周知徹底することを確認した。（神戸ルール）[44]
- 定例実地指導（立入調査）時の入院患者及び病院職員へのヒアリング人数を増やし、不適切行為につながる糸口を早期発見するよう努めている[44]。

#### 国
- 2021年10月、厚生労働省に「地域で安心して暮らせる精神保健医療福祉体制の実現に向けた検討会」が設置され、様々な立場の方が参画して多角的に議論され、精神科病院における虐待の 防止にかかる取組みに関しても方向性が示された[44]。

## 関連施設
- 医療法人聖和錦秀会 介護老人保健施設たちばな苑 (当院と同一敷地内)
- 医療法人聖和錦秀会 西神看護専門学校(当院と同一敷地内)

## 系列病院
- 錦秀会グループ
- 阪和病院（医療法人錦秀会）
- 阪和住吉総合病院（医療法人錦秀会）
- 阪和記念病院（医療法人錦秀会）
- 阪和第二病院（医療法人錦秀会）
- 阪和第二住吉病院（医療法人錦秀会）
- 阪和第一泉北病院（医療法人錦秀会）
- 阪和第二泉北病院（医療法人錦秀会）
- 阪本病院（医療法人聖和錦秀会）
- 阪和いずみ病院（医療法人聖和錦秀会）

## 周辺
- 神戸観光なし園
- 草谷川